# Хазарейці
Хазаре́йці (перс. هزاره, Hazāra; хаз. آزره) — перськомовна етнічна група, яка проживає в гірському районі Хазараджат у центральній частині Афганістану. Вони говорять на перському діалекті хазара, що взаємнозрозумілим з дарі, однією з двох офіційних мов Афганістану.
Вони є третьою за чисельністю етнічною групою в Афганістані, а також є значною групою меншин у сусідньому Пакистані, де проживає від 650 000 до 900 000, переважно у Кветті. Хазарейці вважаються однією з найбільш пригноблених груп в Афганістані, і їх переслідування тривають багато десятиліть.

## Етимологія
Бабур, засновник імперії Великих Моголів на початку 16 століття, фіксує назву Hazāra в своїй автобіографії. Він мав на увазі населення регіону Хазаристан, розташованого на захід від регіону Кабулистан, на схід від Гор і на північ від Газні
Зазвичай вважають що назва Hazāra походить від перського слова "тисяча" (hezār هزار). Це може бути переклад монгольського слова мінг (або мінгган), військової частини з 1000 солдатів за часів Чингісхана.

## Походження
Походження хазарейців не до кінця вивчено. Тюркське та монгольське походження є вірогідним, оскільки антропологічні особливості хазарейців та субстрат їх культури та мови нагадують монголів та середньоазійських тюрків. Генетичний аналіз хазареців вказує на часткове монгольське походження.

## Історія
Перша згадка про хазарейців зроблена Бабуром на початку 16 століття, а пізніше придворними істориками шаха Аббаса з династії Сефевідів. Повідомляється, що вони прийняли шиїзм з кінця 16 до початку 17 століття, в період Сефевідів. Чоловіки хазарейці, разом із представниками інших етнічних груп, були завербовані до армії Ахмада Шаха Дуррані у 18 столітті

## Генетика
Генетично хазарейці є сумішшю західноєвразійської та східноєвразійської популяцій. Генетичні дослідження дозволяють припустити, що хазарейці тісно пов'язані з узбеками Афганістану, тоді як обидві групи знаходяться на значній відстані від афганських таджиків та пуштунів. Існують докази походження хазарейців як через батька, так і через матір від тюркських народів і монголів

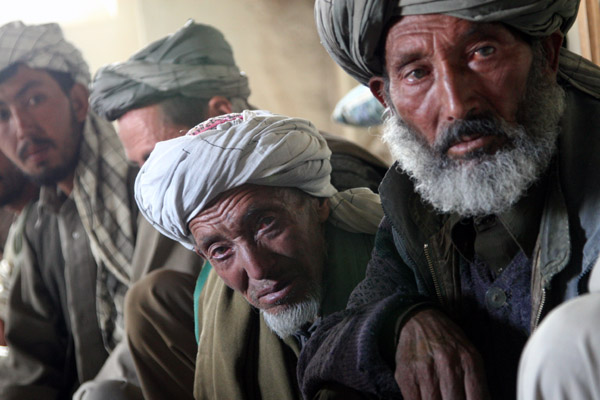
хазарейці з Бехсуда.

Східноєвразійські чоловічі та жіночі предки підтверджується також дослідженнями в галузі генетичної генеалогії. Східноазійські материнські гаплогрупи (мтДНК) складають близько 35%, що припускає, що нащадків чоловіків тюркських і монгольських народів супроводжували жінки східноазійського походження, хоча в цілому хазареці мають переважно західноєвразійські мтДНК. Не східноазійської мтДНК у хазарейців приблизно 65%, більшість із яких мають західноєвразійське та південноазійське походження.
Найчастішими батьківськими гаплогрупами, виявленими серед пакистанських хазарейців, були гаплогрупа C-M217 — 40% (10/25) та гаплогрупа R1b — 32% ( (8/25).
Одне дослідження батьківської гаплогрупи ДНК в Афганістані показує, що гаплогрупи Y-ДНК R1a та C-M217 є найпоширенішими гаплогрупами, за якими йдуть J2-M172 та L-M20. Деякі хазарейці також мають гаплогрупу R1a1a-M17, E1b1b1-M35, L-M20 та H-M69, які поширені у таджиків, пуштунів, а також серед індійського населення. В одному дослідженні у невеликої меншості була виявлена гаплогрупа B-M60, яка зазвичай зустрічається у Східній Африці,, а в одному дослідженні мтДНК гаплогрупа L mtDNA (яка має африканське походження) частота 7,5%.
Недавнє дослідження показує, що уйгури тісно пов'язані з хазарейцями. Дослідження також припускає невеликий, але помітний східноазійський домішок в інших популяціях Пакистану та Індії